# Reiner Brocmann

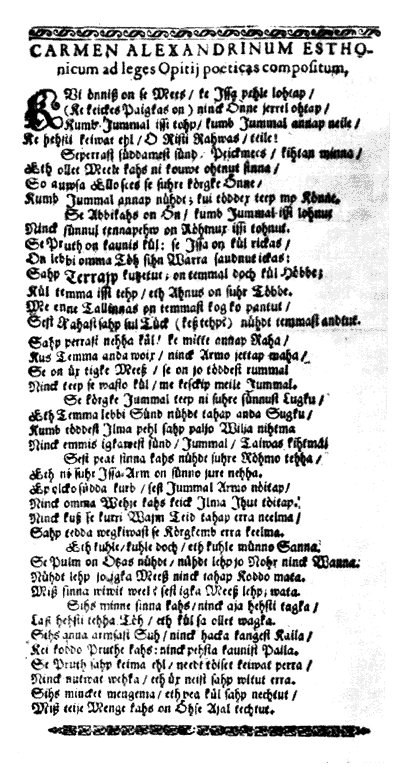
Az első észt nyelvű költemény (1637)

Reiner Brocmann, névváltozatok: Brockman, Broocmann  (Bröbberow, 1609. május 8. – Tallinn, 1647. december 9.) balti német evangélikus lelkész, műfordító, költő

## Élete
Középfokú és egyetemi tanulmányait Rostockban és Hamburgban végezte. 1639-től haláláig a mai Észtországban található Lääne-Virumaa megyei Kadrina lelkésze volt. Lelkészi teendői mellett 1634-től ógörög nyelvet tanított Tallinnban, ahová az egykori rostocki városi iskolai rektor, később tallinni középiskolai rektor Henricus Vulpius nevezte ki. Brocmann több német evangélikus egyházi himnuszt fordított észtre. Nagy hatással volt rá Martin Opitz Buch von der Deutschen Poeterey című munkája, valamint Paul Fleming munkássága. 1637-ben jelentette meg az első, teljes egészében észt nyelven írt verset Carmen Alexandrinum Esthonicum ad leges Opitij poeticas compositum címmel. A mű egy esküvői költemény, alexandrinus formában íródott, ami az észt nyelv számára nehézkes verselési mód. Brocmann életében még három észt nyelvű költeményt alkotott. A kadrinai templomban temették el.
A száműzetésben élő észt író, Herbert Salu Brocmann életéről írta Lasnamäe lamburid (Lund, 1978) és Siiditee serval (Lund, 1986) című regényeit.

## Munkái modern kiadása
- Reiner Brockmann: Teosed = Reineru Brokmannu poiemata. Koostanud ja toimetanud Endel Priidel. Tartu: Ilmamaa, 2000, ISBN 9985-878-99-X (német, észt, görög és latin nyelven)

## Fordítás
- Ez a szócikk részben vagy egészben  a   Reiner Brocmann című német Wikipédia-szócikk ezen változatának fordításán alapul.  Az eredeti cikk szerkesztőit annak laptörténete sorolja fel. Ez a jelzés csupán a megfogalmazás eredetét és a szerzői jogokat jelzi, nem szolgál a cikkben szereplő információk forrásmegjelöléseként.